# Ellen Langer
Ellen Jane Langer (nacida el 25 de marzo de 1947) es profesora universitaria de psicología en la Universidad de Harvard. Ha investigado sobre la ilusión del control, la toma de decisiones, el envejecimiento y la teoría de la conciencia plena. 

## Biografía
Ellen Langer recibió su doctorado en psicología social y clínica en la Universidad de Yale en 1974. En 1981 se convirtió en la primera mujer nombrada catedrática  de psicología (tenured professor) de la Universidad de Harvard.
En 1980 recibió una Beca Guggenheim. Otras distinciones incluyen el Award for Distinguished Contributions to Psychology in the Public Interest de la Asociación Estadounidense de Psicología, el premio Distinguished Contributions of Basic Science to Applied Psychology de la American Association of Applied and Preventive Psychology, el premio James McKeen Cattel, y el Gordon Allport Intergroup Relations Prize. Es autora de más de 200 artículos de investigación y seis libros académicos, incluyendo Mindfulness y The Power of Mindful Learning.